# Долина Кагаян
Долина Кагаян (філ. Lambak ng Cagayan; ібан. Tana' nak Cagayan; ілок. Tanap ti Cagayan; ітав. Tanap yo Cagayan; малав. Ga-dang yo Cagayan; позначається як Регіон ІІ) — адміністративний регіон на Філіппінах, розташований в північно-східній частині острова Лусон.

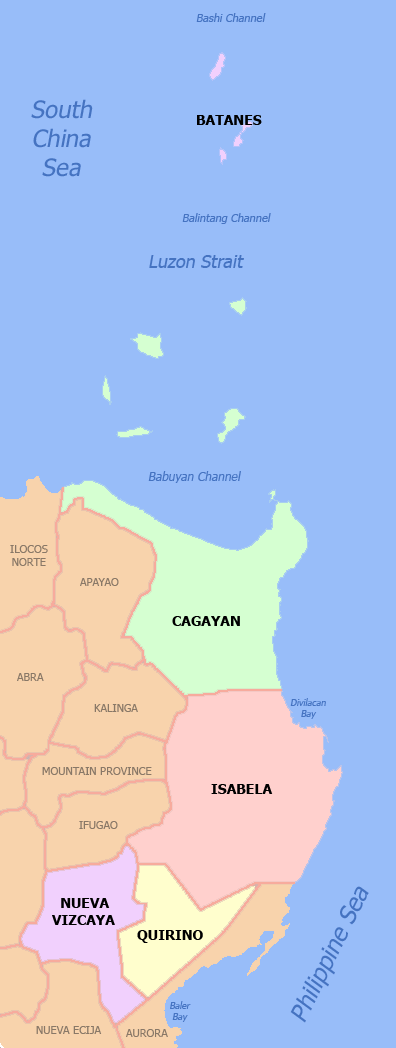

Регіон складається з п'яти провінцій: Батанес, Кагаян, Ісабела, Нуева Віская, Кіріно. В регіоні є чотири міста: Кайян, Ілаган, Сант'яго та регіональний центр Тугегарао.
Більша частина регіону розташована на північному сході острова Лусон між гірськими хребтами Центральна Кордильєра та Сьєрра-Мадре. Річка Кагаян проходить майже через весь регіон від витоків на півдні з гір Карабальо до Лусонської протоки на півночі країни. Долина Кагаян є другим за площею регіоном Філіппін.

## Провінції
| Провінція    | Адмінцентр  | Площа       | Населення (2015) | Густота | Міста/Муніципалітети | Баранґаї | Координати                                                            |
| ------------ | ----------- | ----------- | ---------------- | ------- | -------------------- | -------- | --------------------------------------------------------------------- |
| Батанес      | Баско       | 209,3 км2   | 17 246           | 79/км2  | 0/6                  | 29       | 20°32′24″ пн. ш. 121°58′01″ сх. д. / 20.540° пн. ш. 121.967° сх. д.   |
| Кагаян       | Тугегарао   | 9002,0 км2  | 1 199 320        | 130/км2 | 1/28                 | 820      | 18°00′00″ пн. ш. 121°50′00″ сх. д. / 18.0000° пн. ш. 121.8334° сх. д. |
| Ісабела      | Ілаган      | 10409,6 км2 | 1 593 566        | 130/км2 | 3/34                 | 1 055    | 16°58′58″ пн. ш. 122°00′31″ сх. д. / 16.9828° пн. ш. 122.0087° сх. д. |
| Нуева Віская | Байомбонг   | 3903,9 км2  | 452 287          | 110/км2 | 0/15                 | 275      | 16°15′53″ пн. ш. 121°07′03″ сх. д. / 16.2648° пн. ш. 121.1174° сх. д. |
| Кіріно       | Кабаррогуйс | 3057,2 км2  | 188 991          | 81/км2  | 0/6                  | 132      | 16°17′47″ пн. ш. 121°41′09″ сх. д. / 16.2964° пн. ш. 121.6859° сх. д. |

## Туризм
В регіоні існує багато визначних пам'яток та місць для туристів: морські пляжі, підводне плавання, морська та річкова риболовля, пішохідні прогулянки в первозданному лісі, гірський альпінізм, археологічні пам'ятки, провінційні музеї, печери Кальяо і багато церков.